# Mateo Hrvatin
Mateo Hrvatin (* 15. August 1980 in Rijeka, Jugoslawien) ist ein kroatischer Handballspieler, der für die kroatische Nationalmannschaft auflief. Er ist 1,81 m groß und ca. 74 kg schwer.

## Spielerkarriere
Mateo Hrvatin spielte seit seiner Jugend beim kroatischen Handballverein Zamet-Crotek Rijeka. Für seinen kroatischen Handballverein spielte Hrvatin international erstmals in der Saison 2000/01 und 2001/02 im Cup Winner’s Cup, zudem in der Spielzeit 2002/03 im EHF CL-Wettbewerb. Im Februar 2009 verpflichtete ihm RK Zagreb. Später kehrte der Linksaußen wieder zu RK Zamet zurück. Nachdem sein Vertrag Ende der Saison 2012/13 nicht verlängert worden war, schloss er sich RK Crikvenice an.